# Tarat
Tarat é uma vila na comuna de Illizi, no distrito de Illizi, província de Illizi, Argélia, localizada perto da fronteira com a Líbia, ao lado de um uádi sob a borda oriental da cordilheira do Tassili n'Ajjer.